# Medon (Sohn des Pylades)
Medon oder Medeon (altgriechisch Μέδων Médōn, deutsch ‚Beschützer‘ oder Μεδεών Medeṓn) ist in der griechischen Mythologie der Sohn des Pylades und der Elektra, der Tochter des Agamemnon. Sein Bruder war Strophios.
Die Stadt Medeon in Phokis soll nach ihm benannt worden sein.